# 安藤次由
安藤 次由（あんどう つぐゆき）は、江戸時代中期の紀伊国田辺藩9代藩主。官位は従五位下・帯刀舎人。

## 略歴
享保元年（1716年）旗本・安藤信秀（藩祖・安藤直次の弟・安藤重信の子孫）の次男として誕生。
先代藩主・安藤雄能が享保15年（1730年）3月晦日に死去したため、養子となって同年9月6日に跡を継いだ。
明和2年（1765年）5月8日に50歳で死去し、跡を養子・寛長（永井直期の五男）が継いだ。

## 系譜
- 父：安藤信秀
- 母：不詳
- 養父：安藤雄能（1715-1730）
- 正室：北条氏朝の娘
- 生母不明の子女
  - 男子：乾之助
  - 男子：友楠
  - 男子：五百歳丸
  - 男子：新太郎
  - 男子：
  - 女子：西洞院時名室
  - 女子：菅沼政識室
  - 女子：西大路氏室
  - 女子：裏辻実本室
  - 女子：於槌の方
  - 女子：安藤寛長正室
  - 女子：正親町実連室
  - 女子4名
- 養子
  - 男子：安藤寛長（1747-1771） - 永井直期の五男